# DA11
DA11 ist die Abkürzung für ein Datenformat, das in der REB-VB 23.003 (Ausgabe 1979 sowie Ausgabe 2009) beschrieben wird. Bis auf die Überschrift beginnt jede Zeile mit „11“. Dieses Format dient hauptsächlich der Unterstützung von allgemeinen Mengenberechnungen im Straßen- und Bahnbaubereich.
REB ist die Abkürzung für Regelungen für die Elektronische Bauabrechnung und VB steht für Verfahrensbeschreibung. Die 23 deutet auf eine bestimmte Gruppe der REB hin, in diesem Fall die Gruppe Allgemeine Bauabrechnung bzw. neuerdings Allgemeine Mengenermittlung. 003 steht für die dritte Verfahrensbeschreibung in dieser Gruppe.
Die REB sind Verfahren des derzeitigen Bundesministeriums für Digitales und Verkehr, vormals das Verkehrsministerium.
Die ersten Ausgaben der Verfahrensbeschreibung zur REB, so auch die 23.003, gehen auf das Jahr 1964 zurück. Zu dieser Zeit waren für den Austausch von Daten Lochkarten aktueller Stand der Technik. Da sich seitdem an dem Format der DA11 kaum etwas geändert hat, finden wir in den heutigen Austauschdateien, jetzt auf modernen Datenträgern wie USB-Sticks oder auch im E-Mail-Anhang, mit den DA11-Daten immer noch das historische Lochkartenformat vor.
Zur damaligen Zeit konnte sich niemand vorstellen, dass ein Austausch von Mengenermittlungen zwischen der Vertragsparteien Normalität erlangen könnte. Ursprünglich war eine Datenübergabe nur einmal zur Schlussrechnung vorgesehen, als reine Erleichterung für den Prüfenden, damit dieser nicht jeden Rechenansatz von Hand nachrechnen musste, um die mathematische Richtigkeit bestätigen zu können. Des Weiteren, um auf diesem Wege zu erreichen, dass die computergestützte Abrechnungsaufstellung des Unternehmers leichter Akzeptanz beim Prüfer fand. Von Hand nachrechnen bedeutete auch die Handhabung von Kurbelmaschinen, Rechenschieber etc., die heute im Grunde nur noch in Museen vorzufinden sind. Der Prüfer konnte jetzt eine Rechenstelle bemühen, die für ihn die mathematisch richtige Ausrechnung überprüfte, und brauchte sich somit nur noch auf die Überprüfung der Richtigkeit der Eingabewerte konzentrieren.
Die DA11 hat viele Defizite, wie das starre OZ-Schema (Ordnungszahlen/Positionsnummern) zur LV-Struktur und keine Übersicht über Änderungen in den jeweiligen Austauschphasen, taugt somit nur noch als Einbahnstraßenschnittstelle. Durch die Begrenzung auf max. 9-stellige Ordnungszahlen in der DA 11 ist die Mengenermittlung nur basierend auf Leistungsverzeichnissen möglich, die sich elektronisch mit der GAEB-Datenaustauschversion GAEB DA 1990 austauschen lassen.
Aus diesen Gründen hat die durch das Bundesministerium einberufene Fachgruppe „REB Fortschreibung“, besetzt mit Vertretern der öffentlichen Auftraggeber wie Straßenbauverwaltungen, der DB usw. und mit Vertretern aus Unternehmen und der Bauindustrie sowie Vertretern von Softwarehäusern eine Überarbeitung auf den Weg gebracht, die Ende des Jahres 2012 als REB-VB 23.003 Ausgabe 2012 durch das damalige Bundesministerium für Verkehr, Bau und Stadtentwicklung (BMVBS) veröffentlicht und freigegeben wurde. Eine flächendeckende und verpflichtende Umsetzung der Ausgabe 2012 ist im öffentlichen Infrastrukturbau bisher nicht erfolgt, so dass immer noch die Ausgaben 1979 und 2009 eingesetzt werden.
Über die REB-Verfahren werden gezielt die zahlungsbegründenden Berechnungen zu Vertragsabwicklungen geregelt, woraus sich die Bezahlungsansprüche der Auftragnehmer gegenüber den Auftraggebern wie die Straßenbauverwaltungen begründen und dokumentieren.

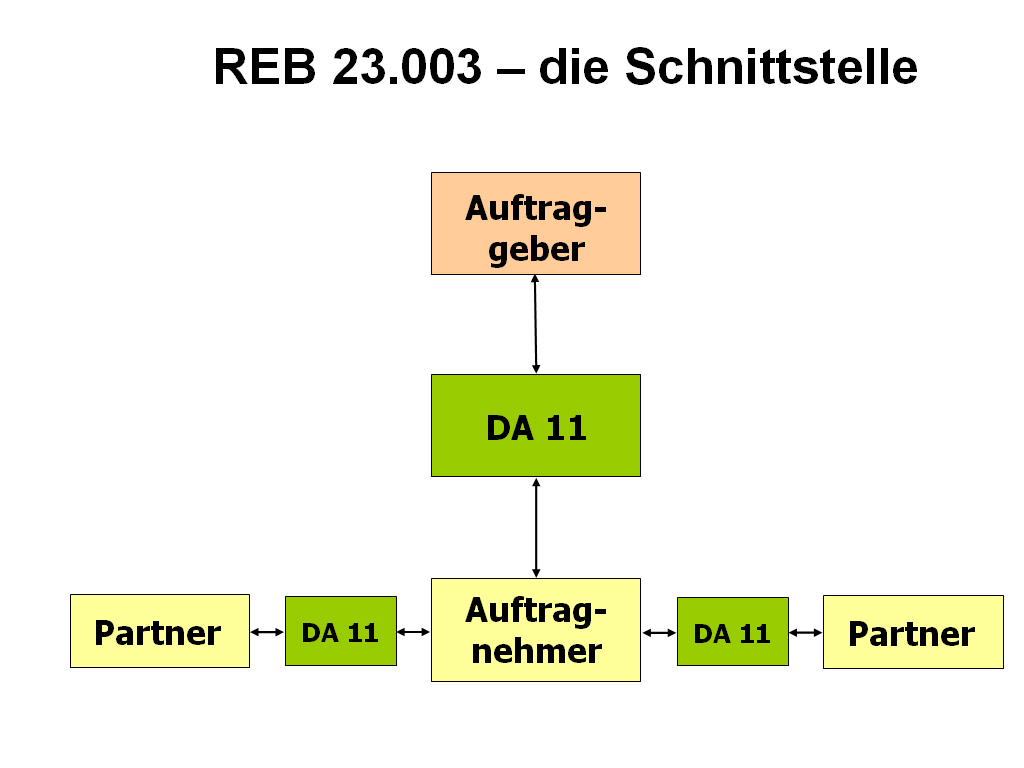
Die DA11 Schnittstelle der REB 23.003

Das seit Oktober 2013 im Rahmen der GAEB DA XML 3.2 veröffentlichte Datenaustauschformat X31 ermöglicht, Mengenermittlungen nach REB-VB 23.003 (Ausgabe 1979 sowie Ausgabe 2009) in Verbindung mit Leistungsverzeichnissen basierend auf der GAEB-Datenaustauschversion GAEB DA XML auszutauschen. Somit können auch Mengenermittlungen für Leistungsverzeichnisse mit bis zu 14-stelligen Ordnungszahlen ausgetauscht werden.
Muster für eine DA11-Datei der Ausgabe 1979:
```
1103010067  *DA11-Datei Erstellt mit MWM-Libero                      0001A0
1103010067   Tür             910,125*(29,485-26,95)=                 0001B0
1103010067  *Nische für MWM-Ponto - Rechner                          0001C0
1103010067                   91(0,175+1,185)*(29,485-26,95)=         0001D0
1103010067  *Abzug Öffnung u. Überdeckung                            0001E0
1103010067            -  100091(0,885*1,26)+(1,25*0,125)=            0001F0
1103010067  *Türbereich am Gang                                      0001G0
1103010067                   91(1,57+1,82)*(29,985-26,95)=           0001H0
1103010067  *Abzug Öffnung u. Überdeckung                            0001I0
1103010067            -  200091(1,26*2,41)+(1,50*0,125)=             0001J0
1103010067   Halle           91(1,125+3,565)*(29,985-26,95)=         0001K0
1103010067                   91(2,53+1,81)*(29,86-26,95)=            0001L0
1103010067  *Mauerwerk in Achse A/12-13                              0001M0
```

Muster für eine DA11-Datei der Ausgabe 2009:
```
00        23.0032009Bonner Wasserwerk (MWM-Muster)                     1122PPPPI
1101030010                   04     4050   2450                      0007B0
1101030010                   04     4070   2470                      0007C0
1101030010               200004     2450   3340                      0007D0
1101030010                   04     4140   2450                      0007E0
1101030010                   04     4250   2450                      0007F0
1101030010               200004     2450   3560                      0007G0
1101030010                   912*(2,45*4,30) + 2*(2,45*3,78)=        0007H0
1101030010                   912*(2,45*4,32) + 2*(2,45*3,75)=        0007I0
```